# Hemesath
Hemesath est un groupe allemand de rock alternatif, originaire de Hanovre.

## Histoire
Le groupe est formé en 2012 par Christopher Zumbült, André Rasfeld, Wolfgang « Wolle » Broschk, Peter « Pedda » Bernhard, Mick Lück et Frank « Schoppa » Schoppengerd. Début 2013, le groupe enregistre son premier EP Rot so rot. Il est produit par Victor Smolski. Après les premiers concerts en Allemagne en 2014, un contrat de disque est signé chez Echozone, le premier album Für euch sort le 23 octobre 2015. Pendant cette période, Mick Lück quitte le groupe. Lors de la tournée qui suit, entre autres en tant que première partie d'Ost+Front, les premiers concerts en Autriche suivent.
D'autres tournées suivent, entre autres en 2018 et 2020, en tant que première partie de Heldmaschine. En août 2019, Broschk, membre fondateur, quitte le groupe. Son successeur à la guitare est Viktor Wagner. Le 20 mai 2022, le single Heile Segen sort. Le 16 septembre 2022 suit la sortie du single So schön. Tous deux paraissent sous le label Echozone. Enfin, le deuxième album studio So schön sort le 7 octobre 2022 sous le label Echozone.
Le groupe qualifie son style musical de « Neue Münsteraner Härte »,.

## Accueil
Metal.de critique la banalité des textes de Rot, so rot et estime que : « Les grands poètes [...] se retourneraient tous dans leur tombe face à de telles embarras en langue allemande, qui s'alignent comme des perles sur le premier album Rot, so rot ».
Leur premier album Für euch suscite des réactions mitigées après sa sortie. Le magazine musical Orkus le qualifie de « mine d'or pour les adeptes de la Neue Deutsche Härte », mais perçoit une nette ressemblance avec Rammstein. En revanche, Sonic Seducer constate en ses termes : « celui qui, à l'écoute du premier album d'Hemesath, diagnostique un pédalage de NDH trop évident, a soit réglé le volume sur du confessionnal, soit devrait se faire examiner par un otologue ».
Powermetal.de, quant à lui, critique des « textes faibles en dessous du sol ». et en tire la conclusion suivante : « Aucun porc n'a besoin de cet album ! ». Le site autrichien Metal Underground juge : « Hemesath sert ici un très bon disque, qui est certes catégorisé NDH, mais qui a bien plus à offrir. Les fusions ainsi que les extensions sont très agréables à entendre. Du rock sombre, justement, qui, avec une grande valeur de reconnaissance, assurera un long divertissement. »
Concernant le deuxième album, Marcel Rapp écrit pour powermetal.de que Hemesath se déplace sur cet album entre les styles musicaux des mondes du rock alternatif, gothique et mélodique et qu'il s'agit de « Joachim Witt avec de la mélancolie, de Rammstein avec de la mélodie, de Mono Inc. avec un peu de dureté et d'Oomph! avec une forte influence alternative ».

« Aucune chanson ne ressemble à la précédente, mais elles portent toutes l'étiquette Hemesath. A cela s'ajoutent les textes que la vie écrit et qui laissent entrevoir un avenir pourtant pas trop triste, un artwork qui révèle de nombreuses possibilités d'interprétation et une démarche qui accorde moins d'importance à l'esbroufe, à la fulgurance et aux explosions métaphoriques, mais qui accompagne tout simplement l'auditeur dans son voyage. Si beau, justement. »

— Marcel Rapp, powermetal.de

## Discographie

### Albums studio
- 2015 : Für euch (Echozone)
- 2022 : So schön (Echozone)

### EP
- 2013 : Rot so rot

### Singles
- 2022 : Heile Segen (Echozone)
- 2022 : So schön (Echozone)